# 鷺鶿岫
鷺鶿岫，是新北市坪林區的一個地名，位於該區東部偏北，範圍大致為漁光里東南部。

## 歷史
台灣清治末期，鷺鶿岫地區為一街庄，稱為「鷺鶿岫庄」，隸屬於文山堡。該庄北與濶瀨庄為鄰，東北與料角坑庄為鄰，東邊及南邊東段為烏山庄，南邊西段為九芎林庄，西南邊為大粗坑庄，西北邊為柑腳坑庄。
1901年（日治明治三十四年）11月，該庄隸屬於深坑廳，編入第十二區。1903年（明治三十六年）4月，第十二區拆出九芎林庄部分並改稱「闊瀨區」。1920年（大正九年），該庄改制為「鷺鶿岫」大字，隸屬於臺北州文山郡坪林庄，大字下有「鷺鶿岫」、「中心崙」小字名。
戰後坪林庄改制為坪林鄉，隸屬於臺北縣，大字亦改制為村。2010年（民國99年）12月，臺北縣升格為新北市，坪林鄉改制為坪林區，村改制為里。